# 1584 en science
| Années de la science : 1581 - 1582 - 1583 - 1584 - 1585 - 1586 - 1587    |
| Décennies de la science : 1550 - 1560 - 1570 - 1580 - 1590 - 1600 - 1610 |

Cet article présente les faits marquants de l'année 1584 en science.

## Événements
- 2 mars : le maréchal de Matignon, gouverneur de Guyenne, en présence de son ami Michel de Montaigne, maire de Bordeaux, passe la commande du phare de Cordouan à Louis de Foix, ingénieur-architecte[1].

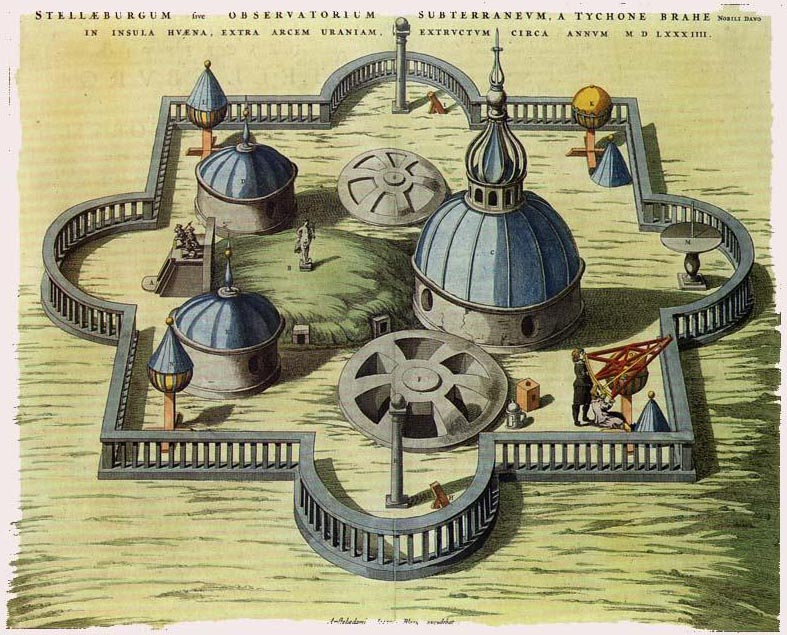
Vue des parties supérieures du Stjerneborg, dessinée par Willem Blaeu vers 1595.

- La construction de Stjerneborg, observatoire astronomique souterrain de Tycho Brahe, est achevée[2].
- Dans ses ouvrages parus en 1584 et 1585, Giordano Bruno soutient les thèses coperniciennes et envisage l'infinité de l'univers ; il enseigne que le monde est mû par des forces internes et non par une puissance extérieure[3].

- « Girolamo Fabrizi d'Acquapendente (1533-1619) inaugure le théâtre anatomique de Padoue[4] ».

- En Chine, le missionnaire italien Matteo Ricci fait imprimer sur bois une carte du monde rédigée en idéogrammes[5].

## Publications
- Giordano Bruno :
  - La Cena de le Ceneri (Le Banquet des Cendres) Texte intégral en italien, Giordano Bruno.info: Download ;
  - De la causa, principio, et Uno Texte intégral en italien, Giordano Bruno.info: Download ;
  - De l'infinito universo et Mondi Texte intégral en italien, Giordano Bruno.info: Download ;
- Jean Errard : Premier livre des instruments mathématiques, Nancy, 1584 ;
- Gabriel Fallope : Opera tam practica quam theorica, Venise, 1584, et Francfort, 1600, 3 volumes in-folio ;
- Fabrizio Mordente : Il Signor del Compasso Fabritio Mordente. Con altri istromenti mathematici, suo fratello Gasparo da ritrovati. Christophe Plantin, Anvers, 1584, nouvelle éd. par Filippo Camerota, Il Compasso mar. Fabrizio Mordente: per la storia del mar. Compasso Proporzione, Olschki, Florence 2000 (Biblioteca di = Nonce, 37),  (ISBN 978-88-222-4853-4) ;
- Thomas Muffet : De jure et praestantia chemicorum medicamentorum ;
- Abraham Ortelius : Itinerarium per nonnullas Galliæ Belgicæ partes, 1584, impr. Christophe Plantin, Anvers.
- Miroir de la navigation, atlas maritime de Lucas Janszoon Waghenaer.

## Naissances

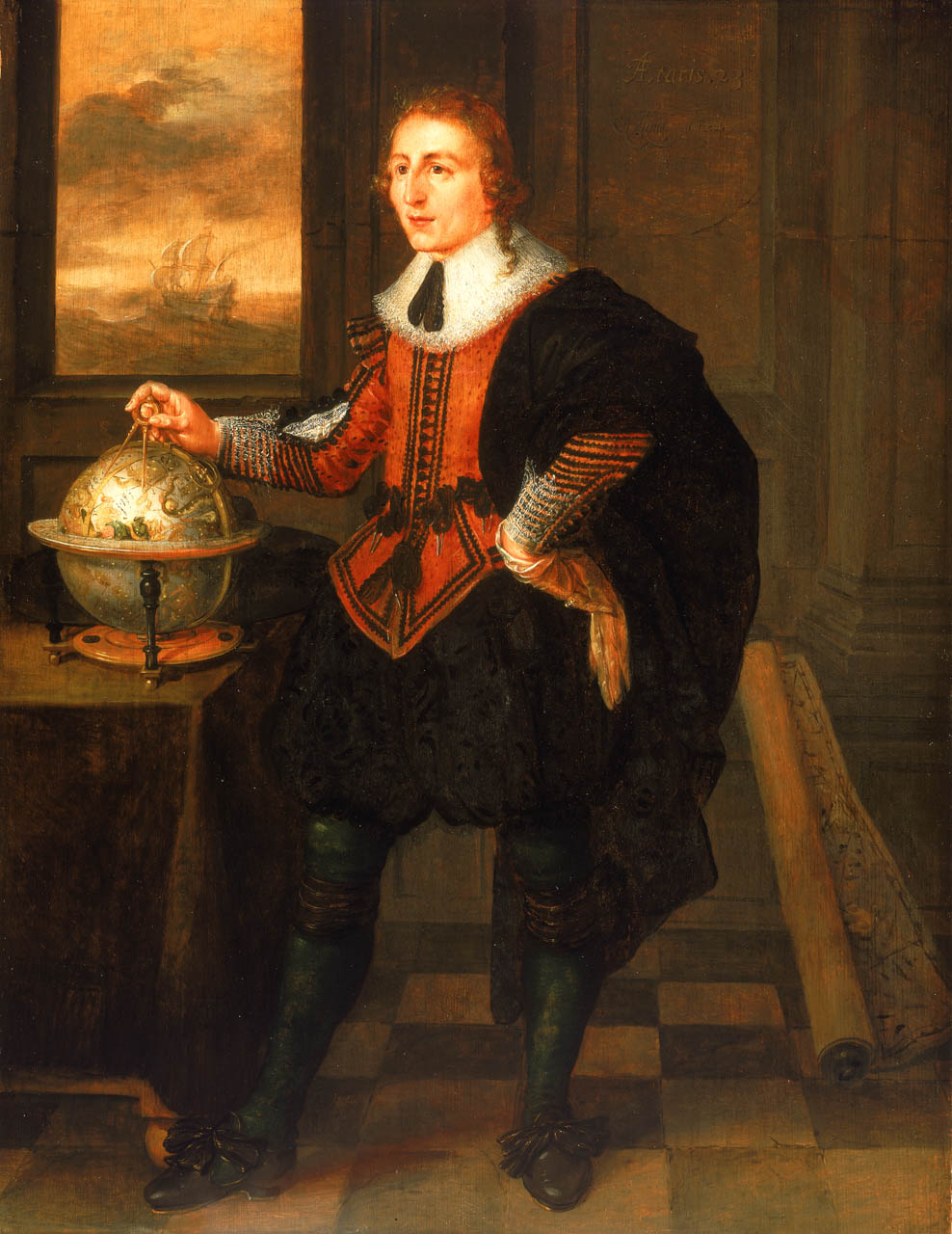
William Baffin

- 8 septembre : Grégoire de Saint-Vincent (mort en 1667), jésuite et mathématicien belge.

- William Baffin (mort en 1622), explorateur et navigateur anglais.

## Décès
- 13 juin : Johannes Sambucus (né en 1531), médecin, philologue, humaniste, historien, poète, collectionneur d'œuvres d'art et mécène hongrois.